# インクフロー
インクフローとは、万年筆やつけペン、羽根ペン等の筆記具において、筆記時に紙へ流れるインクの量のことをいう。書き味に大きく関係する。

## 表現
- 流れがよい場合 - インクフローがよい
- 流れが悪い場合 - インクフローが悪い、渋い

## 要因
- ペン芯のインク流出量の大小。
- インクに含まれる界面活性剤の量。

## 関連
- 万年筆
- 裏抜け
- インク